# Mijaíl Glinka

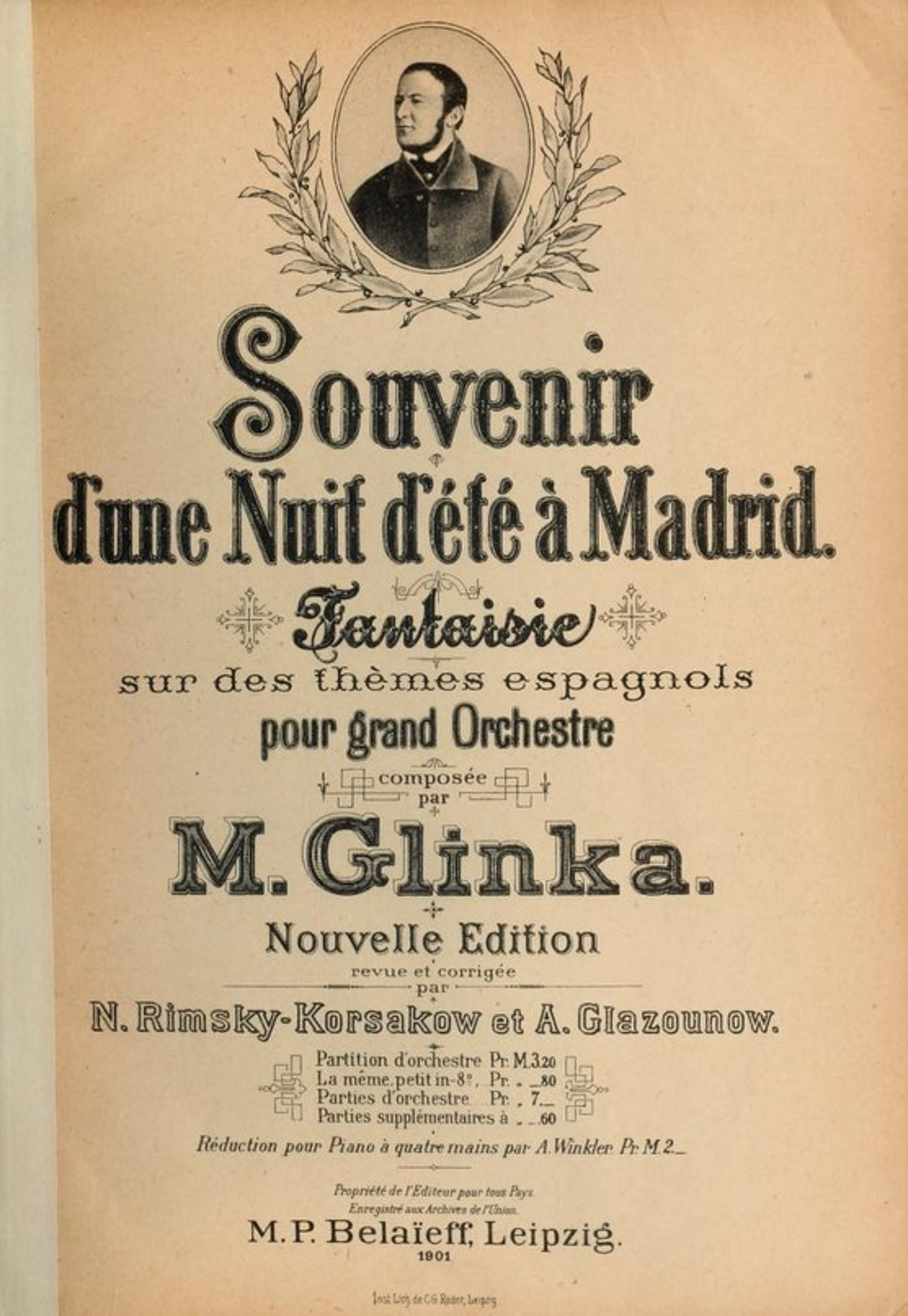
Noche de verano en Madrid. Edición de Mitrofán Beliáyev. Leipzig, 1901

Mijaíl Ivánovich Glinka (en ruso: Михаил Иванович Глинка; Novospásskoie, Gobernación de Smolensk, 1 de junio de 1804-Berlín, 15 de febrero de 1857) fue un compositor ruso, considerado el padre del nacionalismo musical ruso.

## Biografía
Durante sus viajes visitó España, donde conoció y admiró la música popular española, de la cual utilizó el estilo de la jota en su obra La jota aragonesa. Recuerdos de Castilla, basado en su prolífica estancia en Fresdelval, «Recuerdo de una noche de verano en Madrid», sobre la base de la obertura La noche en Madrid, son parte de su música orquestal.
El método utilizado por Glinka para arreglar la forma y orquestación son influencia del folclore español. Las nuevas ideas de Glinka fueron plasmadas en las «oberturas españolas».
Glinka fue el primer compositor ruso en ser reconocido fuera de su país y, generalmente, se lo considera el 'padre' de la música rusa. Su trabajo ejerció una gran influencia en las generaciones siguientes de compositores de su país.
Sus obras más conocidas son las óperas Una vida por el Zar (1836), la primera ópera nacionalista rusa, y Ruslán y Liudmila (1842), cuyo libreto fue escrito por Aleksandr Pushkin y su obertura se suele interpretar en las salas de concierto. En Una vida por el Zar alternan arias propias del romanticismo europeo con melodías populares rusas. No obstante, la alta sociedad occidentalizada no admitió fácilmente esa intrusión de «lo vulgar» en un género tradicional como la ópera.
Sus obras orquestales son menos conocidas.
Inspiró a un grupo de compositores a reunirse (más tarde, serían conocidos como Los Cinco: Modest Músorgski, Nikolái Rimski-Kórsakov, Aleksandr Borodín, Cesar Cui, Mili Balákirev) para crear música basada en la cultura rusa. Este grupo fundaría luego la Escuela Nacionalista Rusa. Es innegable la influencia de Glinka en otros compositores como Vasili Kalínnikov, Mijaíl Ippolítov-Ivánov, y aun en Piotr Chaikovski.

## Obras representativas

### Música orquestal
- Capricho brillante sobre la jota aragonesa — Obertura española n.° 1 (1845)
- Kamárinskaya (1848)
- Noche de verano en Madrid — Obertura española n.° 2 (1851)
- Polka para orquesta en si bemol (1852)
- Vals-fantasía para orquesta (1856).

### Música de cámara
- Septeto en mi bemol (1823)
- Serenata sobre un tema de «Anna Bolena» de Donizetti (1832)
- Trío patético (1832)
- Divertimento brillante sobre un tema de «La sonnambula» de Bellini (1832)
- Gran sexteto en mi bemol (1832)
- Sonata para viola en re menor.

### Óperas
- Una vida por el Zar (1836)
- Ruslán y Liudmila (1842)

### Música vocal
- Canto de despedida (1840)
- Tarantela para coro y orquesta (1841)

### Música para piano
- Nocturno en fa menor La separación
- Variaciones del ruiseñor
- La alondra, Romance para piano con temas de «La alondra» (una de sus Canciones de despedida a San Petersburgo)